# Kyrkobalk
Kyrkobalk var under medeltiden i Skandinavien den lagtext som innehöll kyrkorätten, det vill säga den offentligrättsliga regleringen av förhållandet mellan å ena sidan staten, landskap, socknar och enskilda och å andra sidan kyrkan till skillnad från kyrkans reglering av trosfrågor och sitt inre arbete i den kanoniska rätten.

## Sverige
De svenska landskapslagarna inleddes alla med en kyrkobalk (i Östgötalagen och Västmannalagen: kristnubalk). Där reglerades socknarnas skyldighet att bygga och underhålla kyrka, deras rätt att utse präst och klockare samt deras skyldighet att underhålla dessa och betala för deras tjänster, vilka de å andra sidan var skyldiga att utföra. Ett annat centralt ämne var biskopens rättigheter och skyldigheter gentemot socknen.
När landskapslagarna skulle ersättas av en allmän landslag krävde kyrkan större rättigheter, som kung och folk inte ville medge. Följden blev att Magnus Erikssons landslag kom att sakna kyrkobalk, och landskapen fortsatte att använda sina olika kyrkobalkar. Upplandslagens kyrkobalk blev med tiden den allmänt använda.

Vissa gemensamma regler infördes i 1571 års kyrkoordning, men annars gällde Upplandslagens kyrkobalk fram till 1686 års kyrkolag.

## Norge
De norska landskapslagarna inleddes med en kristenrätt (eller i Borgartingslagen: kristenbalk), och på samma sätt som senare i Sverige kunde man inte enas när det skulle införas en gemensam landslag, Magnus Lagaböters landslag 1274, utan landskapslagarnas kristenrätter fick fortsätta att gälla.

## Danmark
Förhållandet mellan kyrkan och omvärlden reglerades i den själländska kyrkorätten från år 1147 och i den antagligen samtidiga skånska kyrkorätten.